# Episodi de I segreti della metropoli (seconda stagione)
La seconda stagione della serie televisiva I segreti della metropoli è stata trasmessa in anteprima negli Stati Uniti d'America dalla CBS tra il 27 settembre 1951 e il 3 luglio 1952.
| nº | Titolo originale          | Titolo italiano | Prima TV USA      | Prima TV Italia |
| -- | ------------------------- | --------------- | ----------------- | --------------- |
| 1  | By the Tracks             |                 | 27 settembre 1951 |                 |
| 2  | Red for Danger            |                 | 4 ottobre 1951    |                 |
| 3  | The Black Room            |                 | 11 ottobre 1951   |                 |
| 4  | The Juke Box              |                 | 18 ottobre 1951   |                 |
| 5  | The Fifth Floor           |                 | 25 ottobre 1951   |                 |
| 6  | The Suitor                |                 | 1º novembre 1951  |                 |
| 7  | The Three Rs              |                 | 8 novembre 1951   |                 |
| 8  | Night Trip                |                 | 15 novembre 1951  |                 |
| 9  | Table for Two             |                 | 22 novembre 1951  |                 |
| 10 | The Doll                  |                 | 29 novembre 1951  |                 |
| 11 | The Girl Next Door        |                 | 6 dicembre 1951   |                 |
| 12 | Daner Detour              |                 | 13 dicembre 1951  |                 |
| 13 | Christmas Trimmings       |                 | 20 dicembre 1951  |                 |
| 14 | Solitaire                 |                 | 27 dicembre 1951  |                 |
| 15 | The Brother               |                 | 3 gennaio 1952    |                 |
| 16 | Song and Dance            |                 | 10 gennaio 1952   |                 |
| 17 | The Canary Shop           |                 | 17 gennaio 1952   |                 |
| 18 | The Honeymoon             |                 | 24 gennaio 1952   |                 |
| 19 | The Bargain               |                 | 31 gennaio 1952   |                 |
| 20 | The Wallflower            |                 | 7 febbraio 1952   |                 |
| 21 | The Laundress             |                 | 14 febbraio 1952  |                 |
| 22 | Midnight Story            |                 | 21 febbraio 1952  |                 |
| 23 | Breaking Point            |                 | 28 febbraio 1952  |                 |
| 24 | Funland                   |                 | 6 marzo 1952      |                 |
| 25 | Blindspot                 |                 | 13 marzo 1952     |                 |
| 26 | Nightfall                 |                 | 20 marzo 1952     |                 |
| 27 | Caught                    |                 | 27 marzo 1952     |                 |
| 28 | The Man Who Wanted to Die |                 | 3 aprile 1952     |                 |
| 29 | Lady in Black             |                 | 10 aprile 1952    |                 |
| 30 | Hit and Run               |                 | 17 aprile 1952    |                 |
| 31 | The Chinese Story         |                 | 23 aprile 1952    |                 |
| 32 | Child for Sale            |                 | 1º maggio 1952    |                 |
| 33 | Dead Men Talk Too Much    |                 | 8 maggio 1952     |                 |
| 34 | The Guilty Package        |                 | 15 maggio 1952    |                 |
| 35 | Cinder Dick               |                 | 22 maggio 1952    |                 |
| 36 | Marry My Past             |                 | 29 maggio 1952    |                 |
| 37 | Wedding in Coral Point    |                 | 5 giugno 1952     |                 |
| 38 | Baby Sitter               |                 | 12 giugno 1952    |                 |
| 39 | Tape Recorder             |                 | 19 giugno 1952    |                 |
| 40 | Tough Guy                 |                 | 26 giugno 1952    |                 |
| 41 | Locomotive Story          |                 | 3 luglio 1952     |                 |